# Afrectopius pareensis
Afrectopius pareensis là một loài tò vò trong họ Ichneumonidae.